# Angela (teleregény)
Az Angela (eredeti cím Ángela) 1998 és 1999 között készült mexikói telenovella, amit Cuauhtémoc Blanco és María del Carmen Peña alkotott. A főbb szerepekben Angélica Rivera, Juan Soler, Ignacio López Tarso, Jacqueline Andere és Patricia Navidad látható.
Mexikóban a Las Estrellas mutatta be 1998. november 30-án. Magyarországon elsőként a TV2 mutatta be 2002. szeptember 20-án.

## A történet
|  | Alább a cselekmény részletei következnek! |

Egy festői mexikói kisvárosban, El Rosarióban él édesanyjával, Deliával (Ana Martín) és dadájával, Panchitával (Aurora Molina) Ángela Bellati (Angélica Rivera). Ángela tanárnőként dolgozik a helyi iskolában, emellett ápolja beteg édesanyát. Delia ugyanis asztmás beteg, ugyanakkor zsörtölődő, kicsit zsarnok, szeszélyes asszony. Egyedül nevelte fel Ángelát, és a pletykák szerint a múltban egy titokzatos eset történt vele, ami nagy hatással volt az életére. Ennek következménye, hogy Ángelát betegesen óvja a férfiaktól. A lány első vőlegénye, Miguel meghalt, a pletykák szerint Delia asszony ölte meg. Ángela beleszeret Julián Arizpébe (Harry Geithner), a La Santa halászhajó tulajdonosába, és hozzá akar menni. Mikor Delia ezt megtudja, éktelen haragja gerjed és mindent elkövet, hogy szétválassza a szerelmeseket...
|  | Itt a vége a cselekmény részletezésének! |

## Szereplők
| Szereplő                                                          | Színész             | Magyar hang             |
| ----------------------------------------------------------------- | ------------------- | ----------------------- |
| Angela Bellati Angela Bernal Angela Gallardo Bellati de Solórzano | Angélica Rivera     | Létay Dóra              |
| Mariano Bautista Solórzano                                        | Juan Soler          | Barabás Kiss Zoltán     |
| Feliciano Villanueva                                              | Ignacio López Tarso | Dobránszky Zoltán       |
| Emilia Santillana Roldán                                          | Jacqueline Andere   | Menszátor Magdolna      |
| Delia Bellati Roldán                                              | Ana Martín          | Vándor Éva              |
| Humberto Gallardo                                                 | Juan Peláez         | Trokán Péter            |
| Ximena Chávez                                                     | Patricia Navidad    | Juhász Judit            |
| Francisca «Panchita» Osuna                                        | Aurora Molina       | Bókai Mária             |
| Lorenza Chávez                                                    | Ana Bertha Lepe     | Halász Aranka (1. hang) |
| Lorenza Chávez                                                    | Ana Bertha Lepe     | Némedi Mari (2. hang)   |
| Yolanda Rivas                                                     | Olivia Bucio        | Ősi Ildikó              |
| Martín Villanueva atya                                            | José Elías Moreno   | Cs. Németh Lajos        |
| Ramiro                                                            | Manuel Ibáñez       | Háda János              |
| Bruno Lizárraga Miranda                                           | Ernesto Godoy       | Damu Roland             |
| Esther Miranda de Lizárraga                                       | Rosángela Balbo     | Dallos Szilvia          |
| Julián Arizpe                                                     | Harry Geithner      | Bede-Fazekas Szabolcs   |
| Óscar Lizárraga                                                   | Arsenio Campos      | Szokolay Ottó           |
| Hortencia Solórzano de Bautista                                   | Yolanda Ciani       | Tóth Judit              |
| Norma de Molina                                                   | Isaura Espinosa     | Bessenyei Emma          |
| Alfonso Molina                                                    | René Casados        | Koncz István            |
| Susana Chávez                                                     | Rossana San Juan    | Kocsis Judit            |
| Emeterio González                                                 | Eduardo Rivera      | F. Nagy Zoltán          |
| René Bautista Solórzano                                           | José María Yazpik   | Fekete Zoltán           |
| Diana Gallardo Santillana                                         | Luz María Zetina    | Törtei Tünde            |
| Claudio Sazueta                                                   | Gerardo Albarrán    | Jakab Csaba             |
| Clara García                                                      | Rocio Gallardo      | Holló Orsolya           |
| Salvador Bautista                                                 | Carlos Bracho       | Makay Sándor            |
| Teniente Ramós                                                    | Manuel Benitez      | Orosz István            |
| María Molina                                                      | Natasha Dupeyrón    | Csifó Dorina            |
| Pedro Solórzano Mateos                                            | Orlando Miguel      | N/A                     |
| Irma Rodriguez                                                    | Fernanda Neto       | Fazekas Zsuzsa          |
| Guadalupe «Lupe» García                                           | Lolita Ríos         | Csifó Dorina            |
| Graciela                                                          | Andrea Riquelme     | N/A                     |
| Simón                                                             | Roberto Porter      | Palóczy Frigyes         |
| Guadalupe Armenta igazgatónő                                      | Marina Marín        | Kassai Ilona            |
| Reynaldo                                                          | Vicente Herrera     | Laklóth Aladár          |
| Catalina Lizárraga Miranda                                        | Joana Benedek       | Simon Mari              |

## Érdekességek
- Ángela szerepét eredetileg Yadhira Carrillo játszotta volna, ám az utolsó pillanatban lecserélték és Angélica Riverának adták a szerepet.
- Ironikus módon Yadhira Carrillo és Juan Soler később mégis együtt játszották a főszereplő-párost a 2002-es La Otra című sorozatban.
- Angelica Rivera és Ana Martin 2007-ben ismét együtt játszottak a Szerelempárlat című telenovellában, ahol szintén anya-lánya kapcsolatuk volt.
- Arsenio Campos és Joana Benedek 2001-ben ismét együtt játszottak a Szeretők és riválisok című sorozatban, ahol szintén apa-lánya kapcsolatuk volt.